# إيزابيلا ريفا
إيزابيلا ريفا (بالإيطالية: Isabella Riva)‏ هي ممثلة إيطالية، ولدت في 22 أبريل 1887 في إيطاليا، وتوفيت بنفس المكان في 10 أغسطس 1985.

## وصلات خارجية
- إيزابيلا ريفا على موقع IMDb (الإنجليزية)